# Prospekt's March
Prospekt's March är den sjunde EP:n av det brittiska rockbandet Coldplay. Den släpptes den 21 november 2008 och innehåller låtar som inte kom med på bandets fjärde album Viva La Vida or Death and All His Friends. EP:n har även släppts ihop med dess moderalbum, i en utgåva kallad Viva La Vida (Prospekt's March Edition). Precis som albumet så producerades Prospekt's March av bandet själva tillsammans med Brian Eno.
EP:n föregicks inte utan någon singel, men efter dess release marknadsfördes Life in Technicolor II som singel. Låten är en version av introt på moderalbumet, men denna version är längre och har text och sång, till skillnad från originalet som var ett instrumentalt intro.

## Låtlista
| 1.           | Life in Technicolor II             | 4:05  |
| 2.           | Postcards from Far Away            | 0:48  |
| 3.           | Glass of Water                     | 4:44  |
| 4.           | Rainy Day                          | 3:26  |
| 5.           | Prospekt's March/Poppyfields       | 3:38  |
| 6.           | Lost+ (med Jay-Z)                  | 4:18  |
| 7.           | Lovers in Japan (Osaka Sun Mix)    | 3:58  |
| 8.           | Now My Feet Won't Touch The Ground | 2:29  |
| Total längd: | Total längd:                       | 27:31 |

## Länkar
- "Prospekt's March" på Spotify
- "Viva La Vida (Prospekt's March Edition)" på Spotify
- "Prospekt's March - EP" på Apple Music
- "Viva La Vida (Prospekt's March Edition)" på Apple Music